# كأس رابطة الأندية الإنجليزية المحترفة 2017–18
كأس رابطة الأندية الإنجليزية المحترفة 2017–18 (بالإنجليزية: 2017–18 EFL Cup)‏ هو الموسم 58 من  كأس رابطة الأندية الإنجليزية المحترفة. أقيم خلال الفترة 8 أغسطس 2017 وحتى 25 فبراير 2018، وأشرف على تنظيمه دوري كرة القدم الإنجليزي، وكان عدد الأندية المشاركة فيه  92، وفاز فيه مانشستر سيتي.